# Ларго (Мериленд)
Ларго (енгл. Largo) насељено је место без административног статуса у америчкој савезној држави Мериленд.

## Демографија
По попису из 2010. године број становника је 10.709, што је 2.301 (27,4%) становника више него 2000. године.
| Група             | 2000.         | 2010.         |
| Белци             | 345 (4,1%)    | 309 (2,9%)    |
| Афроамериканци    | 7.793 (92,7%) | 9.805 (91,6%) |
| Азијати           | 66 (0,8%)     | 195 (1,8%)    |
| Хиспаноамериканци | 120 (1,4%)    | 277 (2,6%)    |
| Укупно            | 8.408         | 10.709        |